# Ampara (distrikt)
Ampara District är ett distrikt i Sri Lanka.   Det ligger i provinsen Östprovinsen, i den sydöstra delen av landet, 210 km öster om huvudstaden Colombo. Antalet invånare är 614 674. Arean är 4 415 kvadratkilometer.
Terrängen i Ampara District är varierad.
Ampara District delas in i:
- Mahaoya Division
- Lahugala Division
- Damana Division
- Alayadiwembu Division
- Thirukkovil Division